# Rüdiger Natzius

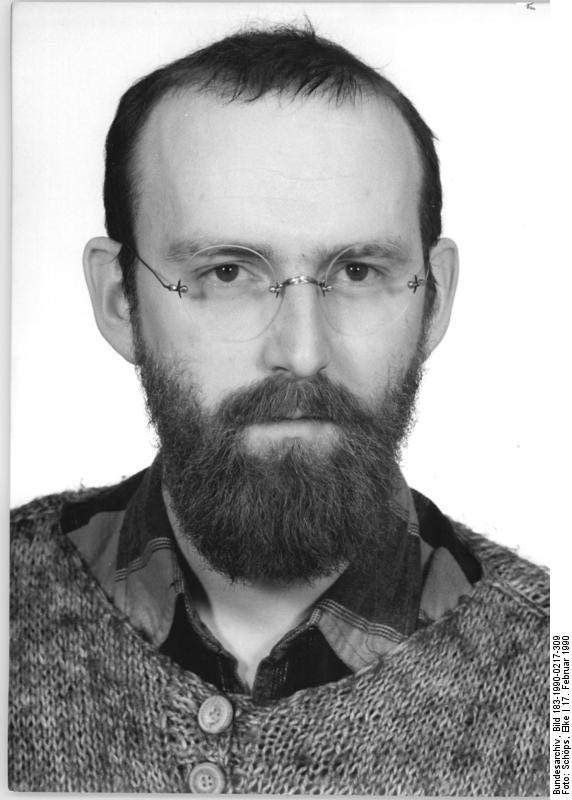
Rüdiger Natzius (1990)

Rüdiger Natzius (* 23. Juni 1958) ist ein deutscher Tierarzt und Politiker (SPD). Er gehörte der letzten Volkskammer der DDR an.

## Leben und Beruf
Natzius besuchte das Gymnasium in Stralsund, das er 1977 mit dem Abitur verließ. Sein Studium der Veterinärmedizin schloss er als Diplom-Veterinärmediziner ab. Bis 1990 war er als Tierarzt in der Abteilung für Veterinärwesen des Rates des Kreises Bad Freienwalde tätig. Nach der Wiedervereinigung eröffnete er eine eigene Praxis als Fachtierarzt für Klein und Heimtiere, später war er als amtlicher Fachtierarzt für Öffentliches Veterinärwesen im Veterinär- und Lebensmittelüberwachungsamt des Landkreises Märkisch-Oderland tätig.
Natzius wohnt in Steinbeck, einem Ortsteil der Gemeinde Höhenland.

## Politik
1989 trat Natzius in die SDP ein. Dort gehörte er dem Parteivorstand an, seine Schwerpunkte dort lagen auf den Bereichen Landwirtschaft, Entwicklungspolitik sowie der Sozialistischen Internationalen.
Zur Volkskammerwahl 1990 nominierte ihn die SPD, in der die SDP zwischenzeitlich aufging, auf Platz 4 der Liste im Wahlkreis Frankfurt/Oder, über diesen zog er in die Volkskammer ein. Dort war er stellvertretender Vorsitzender des Ausschusses für wirtschaftliche Zusammenarbeit. Seine Mitgliedschaft in der Volkskammer endete mit deren Auflösung zum 2. Oktober 1990.